# Лимнологическая катастрофа
Лимнологи́ческая катастро́фа — редкое стихийное бедствие, представляющее собой внезапный выброс большого объёма растворённого углекислого газа из открытого водоёма. Будучи тяжелее воздуха, углекислый газ собирается в низменных местах, в том числе в окрестностях водоёма, вызывая удушье у оказавшихся там людей и животных, пока через некоторое время (часы, иногда дни) не будет развеян ветром. Выброс газа может быть вызван землетрясением, подводным извержением вулкана, масштабными подводными или околоводными обвалами, проникновением лавовых потоков в водоём и другими катастрофическими событиями. Сам выброс может вызвать цунами в водоёме, если облако газа вытеснит воду в нём, из-за чего катастрофа также называется «выворачиванием озера».
Характерный пример лимнологической катастрофы представляют катастрофы в Камеруне:
- 15 августа 1984 г. на озере Манун, при которой погибло 37 человек.
- 21 августа 1986 г. на озере Ньос, при которой погибло 1746 человек и около 3500 голов скота[1].

Условия, необходимые для возникновения лимнологических катастроф, существуют не только в озёрах Камеруна, но и в других открытых водоёмах нашей планеты, например:
- на озере Киву в восточной Африке;
- в озёрах вблизи Мамонтовой горы[англ.]* в США;
- в озере Масю в Японии;
- в маарах вулканического района Айфель[англ.] в Германии;
- в озере Павэн[англ.] во Франции;
- в Чёрном море (Россия, Турция, Болгария, Румыния, Украина, Грузия).

Условия, необходимые для возникновения лимнологических катастроф, могут быть созданы утечкой диоксида углерода (CO2), закачанного в глубинные геологические пласты на длительное хранение.
Газ, поступающий в открытые водоёмы, может иметь магматическое (Ньос и Манун), биогенное (Киву) или техногенное (закачанный на длительное хранение) происхождение.

## «Спусковой механизм»
Спусковой механизм лимнологической катастрофы характеризуется составом, расположением (сочетанием) составляющих частей и массообменом.
В состав спускового механизма лимнологических катастроф могут входить в различных сочетаниях:
- воды водоёма, характеризуемые большими градиентами температуры, массы и концентраций растворённых веществ;
- землетрясение;
- обвал;
- оползень;
- ветер;
- атмосферные осадки;
- подземные геологические структуры.

### Массообмен
Массообмен в спусковом механизме определяется составом, расположением составляющих частей и физико-химическими свойствами потоков веществ этих частей. Хотя бы один из потоков веществ в обязательном порядке содержит газообразующие компоненты.

### Включение
Включение спускового механизма лимнологической катастрофы производят составляющие его части тогда, когда их характеристики становятся критическими.

## Предотвращение
Блокирование включения «спускового механизма» предотвращает лимнологическую катастрофу.
Способом блокирования включения «спускового механизма» может быть:
- укрепление берегов водоёма;
- дегазация вод водоёма;
- повышение или понижение уровня вод в водоёме;
- закачивание (или откачивание) воды и водных растворов в напорный водоносный горизонт;
- пропитка твёрдого осадка под дном водоёма водонепроницаемыми веществами;
- внедрение в геологические структуры микроорганизмов, продукты жизнедеятельности которых уменьшают пористость геологических структур.

## Мониторинг
Долговременные действия по предотвращению лимнологической катастрофы должны сопровождаться мониторингом состояния «спускового механизма» катастрофы.